# Madras Presidency
Madras Presidency var en administrativ underopdeling af Britisk Indien. Madras (nu Chenai) var en af de første udposter af det britiske Ostindiske Kompagni. Byen blev grundlagt i 1639, og i begyndelsen bestod den af Masulipatnam-fabrikken, derefter bliver fortet Saint-Georges officielt til Madras Presidency i 1684.